# Baiyuerius yuelu
Espèce
Baiyuerius yuelu est une espèce d'araignées aranéomorphes de la famille des Agelenidae.

## Distribution
Cette espèce est endémique du Hunan en Chine,. Elle se rencontre vers Changsha.

## Description
Le mâle holotype mesure 12,49 mm et la femelle paratype 15,86 mm.

## Systématique et taxinomie
Cette espèce a été décrite par Luo, Lu, Zhang et Wang en 2023.

## Étymologie
Son nom d'espèce lui a été donné en référence au lieu de sa découverte, le mont Yuelu.

## Publication originale
- Luo, Lu, Zhang & Wang, 2023 : « A further study on the spider genus Baiyuerius Zhao, Li & Li, 2023, from China (Agelenidae, Coelotinae). » ZooKeys, vol. 1184, p. 91-102 (texte intégral).